# Amadou Haidara
Amadou Haidara (Bamako, 31 gennaio 1998) è un calciatore maliano, centrocampista del RB Lipsia e della nazionale maliana.

## Caratteristiche tecniche
Centrocampista difensivo, abile nel contenere il gioco avversario per merito della propria forza fisica. È ambidestro, molto dinamico, dotato tecnicamente e con una buona visione di gioco, sa calciare con potenza e ha un ottimo tiro dalla distanza. Per le sue caratteristiche è stato paragonato a Naby Keïta.
Nell'estate del 2019 viene indicato dall'UEFA come uno dei 50 giovani più promettenti per la stagione 2019-2020.

## Carriera

### Club

#### Salisburgo e Liefering
Ha giocato nelle giovanili del Salisburgo, nella squadra Under-19 dove vince la UEFA Youth League segnando una doppietta nel successo per 5-0 contro lo FK Skopje. Gioca in una sola stagione con il Liefering dove segna solo due gol, il primo sconfiggendo per 4-2 il LASK e il secondo battendo per 3-0 il Floridsdorfer AC, contemporaneamente iniziano le sue prime esperienza nel Salisburgo, in prima squadra, vincendo l'edizione 2016-2017 del campionato austriaco segnando una sola rete sconfiggendo l'Austria Vienna per 3-2. Conquista la Coppa Austria, nei quarti di finale segna il gol del 2-1 battendo il Kapfenberger SC, e con lo stesso risultato si conclude la finale dove Haidara fornisce al proprio compagno Valentino Lazaro l'assist con cui quest'ultimo realizza l'ultima rete del match prevalendo contro il Rapid Vienna.
Durante l'Europa League segna un gol battendo per 4-1 la Lazio, realizza una rete anche nella partita vinta per 2-1 contro il Marsiglia. Vince l'edizione 2017-2018 del campionato austriaco dove Haidara segna in sole due vittoria, contro il Mattersburg (2-1) e il St. Pölten (2-0). Il 28 ottobre 2018 realizza l'ultimo gol per il Salisburgo, nel pareggio per 3-3 contro il LASK.

#### RB Lipsia
Nel 2019 inizia a giocare nella Bundesliga, nella squadra del RB Lipsia, segna la sua prima rete contro l'Hertha realizzando il gol del 5-0. Riesce a segnare una rete in Champions League battendo per 3-2 il Manchester United. Vince la Coppa di Germania dove realizza un solo gol  nella vittoria per 4-0 contro il SV Sandhausen.

### Nazionale
Viene convocato per giocare con la Nazionale Under-17 partecipando al mondiale giovanile Cile 2015 vincendo l'argento, Haidara segna un gol sia contro l'Honduras che contro la Corea del Nord con entrambe le partite che si concludono per 3-0.
Debutta con la nazionale maggiore il 6 ottobre 2017 nel pareggio a reti inviolate contro il Costa d'Avorio dove scende in campo nei minuti finali del secondo tempo. Ha partecipato alla Coppa d'Africa del 2019, dove segna il suo primo gol in nazionale decidendo la vittoria su 1-0 contro l'Angola, e partecipa anche all'edizione Camerun 2021.

## Statistiche

### Presenze e reti nei club
Statistiche aggiornate al 29 dicembre 2024.
| Stagione          | Squadra           | Campionato        | Campionato | Campionato | Coppe nazionali | Coppe nazionali | Coppe nazionali | Coppe continentali | Coppe continentali | Coppe continentali | Altre coppe | Altre coppe | Altre coppe | Totale | Totale | Totale |
| Stagione          | Squadra           | Comp              | Pres       | Reti       | Comp            | Pres            | Reti            | Comp               | Pres               | Reti               | Comp        | Pres        | Reti        | Pres   | Reti   |        |
| ----------------- | ----------------- | ----------------- | ---------- | ---------- | --------------- | --------------- | --------------- | ------------------ | ------------------ | ------------------ | ----------- | ----------- | ----------- | ------ | ------ | ------ |
| 2016-2017         | Liefering         | EL                | 25         | 2          | ÖC              | -               | -               | -                  | -                  | -                  | -           | -           | -           | 25     | 2      |        |
| 2016-2017         | Salisburgo        | BL                | 5          | 1          | CA              | 2               | 1               | UCL+UEL            | -                  | -                  | -           | -           | -           | 7      | 2      |        |
| 2017-2018         | Salisburgo        | BL                | 31         | 3          | CA              | 6               | 1               | UCL+UEL            | 2+16               | 1+3                | -           | -           | -           | 55     | 8      |        |
| 2018-gen. 2019    | Salisburgo        | BL                | 12         | 2          | CA              | 2               | 0               | UCL+UEL            | 2+4                | 0+1                | -           | -           | -           | 20     | 3      |        |
| Totale Salisburgo | Totale Salisburgo | Totale Salisburgo | 48         | 6          |                 | 10              | 2               |                    | 24                 | 5                  |             | -           | -           | 82     | 13     |        |
| gen.-giu. 2019    | RB Lipsia         | BL                | 9          | 1          | CG              | 3               | 0               | UEL                | 0                  | 0                  | -           | -           | -           | 12     | 1      |        |
| 2019-2020         | RB Lipsia         | BL                | 19         | 0          | CG              | 2               | 0               | UCL                | 7                  | 0                  | -           | -           | -           | 27     | 0      |        |
| 2020-2021         | RB Lipsia         | BL                | 31         | 3          | CG              | 6               | 2               | UCL                | 6                  | 1                  | -           | -           | -           | 43     | 6      |        |
| 2021-2022         | RB Lipsia         | BL                | 20         | 3          | CG              | 2               | 1               | UCL+UEL            | 4+2                | 0                  | -           | -           | -           | 28     | 4      |        |
| 2022-2023         | RB Lipsia         | BL                | 31         | 2          | CG              | 5               | 0               | UCL                | 7                  | 0                  | SG          | 1           | 0           | 44     | 2      |        |
| 2023-2024         | RB Lipsia         | BL                | 21         | 2          | CG              | 1               | 0               | UCL                | 5                  | 0                  | SG          | 0           | 0           | 27     | 2      |        |
| 2024-2025         | RB Lipsia         | BL                | 13         | 0          | CG              | 3               | 0               | UCL                | 6                  | 0                  | -           | -           | -           | 22     | 0      |        |
| Totale Lipsia     | Totale Lipsia     | Totale Lipsia     | 144        | 11         |                 | 23              | 3               |                    | 37                 | 1                  |             | 1           | 0           | 205    | 15     |        |
| Totale carriera   | Totale carriera   | Totale carriera   | 217        | 19         |                 | 33              | 5               |                    | 61                 | 6                  |             | 1           | 0           | 312    | 30     |        |

### Cronologia presenze e reti in nazionale
| Cronologia completa delle presenze e delle reti in nazionale ― Mali | Cronologia completa delle presenze e delle reti in nazionale ― Mali | Cronologia completa delle presenze e delle reti in nazionale ― Mali | Cronologia completa delle presenze e delle reti in nazionale ― Mali | Cronologia completa delle presenze e delle reti in nazionale ― Mali | Cronologia completa delle presenze e delle reti in nazionale ― Mali | Cronologia completa delle presenze e delle reti in nazionale ― Mali | Cronologia completa delle presenze e delle reti in nazionale ― Mali |
| Data                                                                | Città                                                               | In casa                                                             | Risultato                                                           | Ospiti                                                              | Competizione                                                        | Reti                                                                | Note                                                                |
| ------------------------------------------------------------------- | ------------------------------------------------------------------- | ------------------------------------------------------------------- | ------------------------------------------------------------------- | ------------------------------------------------------------------- | ------------------------------------------------------------------- | ------------------------------------------------------------------- | ------------------------------------------------------------------- |
| 6-10-2017                                                           | Bamako                                                              | Mali                                                                | 0 – 0                                                               | Costa d'Avorio                                                      | Qual. Mondiali 2018                                                 | -                                                                   | 80’                                                                 |
| 11-11-2017                                                          | Libreville                                                          | Gabon                                                               | 0 – 0                                                               | Mali                                                                | Qual. Mondiali 2018                                                 | -                                                                   | 71’                                                                 |
| 23-3-2018                                                           | Liegi                                                               | Giappone                                                            | 1 – 1                                                               | Mali                                                                | Amichevole                                                          | -                                                                   |                                                                     |
| 9-9-2018                                                            | Juba                                                                | Sudan del Sud                                                       | 0 – 3                                                               | Mali                                                                | Qual. Coppa d'Africa 2019                                           | -                                                                   |                                                                     |
| 12-10-2018                                                          | Bamako                                                              | Mali                                                                | 0 – 0                                                               | Burundi                                                             | Qual. Coppa d'Africa 2019                                           | -                                                                   |                                                                     |
| 16-10-2018                                                          | Bujumbura                                                           | Burundi                                                             | 1 – 1                                                               | Mali                                                                | Qual. Coppa d'Africa 2019                                           | -                                                                   |                                                                     |
| 14-6-2019                                                           | Al Wakrah                                                           | Camerun                                                             | 1 – 1                                                               | Mali                                                                | Amichevole                                                          | -                                                                   | 75’                                                                 |
| 16-6-2019                                                           | Doha                                                                | Algeria                                                             | 3 – 2                                                               | Mali                                                                | Amichevole                                                          | -                                                                   |                                                                     |
| 24-6-2019                                                           | Suez                                                                | Mali                                                                | 4 – 1                                                               | Mauritania                                                          | Coppa d'Africa 2019 - 1º turno                                      | -                                                                   | 87’                                                                 |
| 28-6-2019                                                           | Suez                                                                | Tunisia                                                             | 1 – 1                                                               | Mali                                                                | Coppa d'Africa 2019 - 1º turno                                      | -                                                                   | 10’ 86’                                                             |
| 2-7-2019                                                            | Ismailia                                                            | Angola                                                              | 0 – 1                                                               | Mali                                                                | Coppa d'Africa 2019 - 1º turno                                      | 1                                                                   | 73’                                                                 |
| 8-7-2019                                                            | Suez                                                                | Mali                                                                | 0 – 1                                                               | Costa d'Avorio                                                      | Coppa d'Africa 2019 - Ottavi di finale                              | -                                                                   | 63’                                                                 |
| 13-10-2019                                                          | Port Elizabeth                                                      | Sudafrica                                                           | 2 – 1                                                               | Mali                                                                | Amichevole                                                          | -                                                                   | 90’                                                                 |
| 14-11-2019                                                          | Bamako                                                              | Mali                                                                | 2 – 2                                                               | Guinea                                                              | Qual. Coppa d'Africa 2021                                           | -                                                                   |                                                                     |
| 17-11-2019                                                          | N'Djamena                                                           | Ciad                                                                | 0 – 2                                                               | Mali                                                                | Qual. Coppa d'Africa 2021                                           | -                                                                   |                                                                     |
| 9-10-2020                                                           | Antalya                                                             | Mali                                                                | 3 – 0                                                               | Ghana                                                               | Amichevole                                                          | 1                                                                   |                                                                     |
| 13-11-2020                                                          | Bamako                                                              | Mali                                                                | 1 – 0                                                               | Namibia                                                             | Qual. Coppa d'Africa 2021                                           | -                                                                   | 77’                                                                 |
| 6-6-2021                                                            | Blida                                                               | Algeria                                                             | 1 – 0                                                               | Mali                                                                | Amichevole                                                          | -                                                                   | 46’                                                                 |
| 11-6-2021                                                           | Tunisi                                                              | Mali                                                                | 1 – 1                                                               | RD del Congo                                                        | Amichevole                                                          | -                                                                   | 46’                                                                 |
| 15-6-2021                                                           | Radès                                                               | Tunisia                                                             | 1 – 0                                                               | Mali                                                                | Amichevole                                                          | -                                                                   | 67’                                                                 |
| 1-9-2021                                                            | Agadir                                                              | Mali                                                                | 1 – 0                                                               | Ruanda                                                              | Qual. Mondiali 2022                                                 | -                                                                   | 65’                                                                 |
| 6-9-2021                                                            | Kampala                                                             | Uganda                                                              | 0 – 0                                                               | Mali                                                                | Qual. Mondiali 2022                                                 | -                                                                   | 90+3’                                                               |
| 7-10-2021                                                           | Agadir                                                              | Mali                                                                | 5 – 0                                                               | Kenya                                                               | Qual. Mondiali 2022                                                 | -                                                                   |                                                                     |
| 10-10-2021                                                          | Nairobi                                                             | Kenya                                                               | 0 – 1                                                               | Mali                                                                | Qual. Mondiali 2022                                                 | -                                                                   | 70’                                                                 |
| 12-1-2022                                                           | Limbe                                                               | Tunisia                                                             | 0 – 1                                                               | Mali                                                                | Coppa d'Africa 2021 - 1º turno                                      | -                                                                   | 81’                                                                 |
| 16-1-2022                                                           | Limbe                                                               | Gambia                                                              | 1 – 1                                                               | Mali                                                                | Coppa d'Africa 2021 - 1º turno                                      | -                                                                   | 46’                                                                 |
| 20-1-2022                                                           | Douala                                                              | Mali                                                                | 2 – 0                                                               | Mauritania                                                          | Coppa d'Africa 2021 - 1º turno                                      | -                                                                   | 82’                                                                 |
| 26-1-2022                                                           | Limbe                                                               | Mali                                                                | 0 – 0 dts (5 – 6 dtr)                                               | Guinea Equatoriale                                                  | Coppa d'Africa 2021 - Ottavi di finale                              | -                                                                   | 108’                                                                |
| 25-3-2022                                                           | Bamako                                                              | Mali                                                                | 0 – 1                                                               | Tunisia                                                             | Qual. Mondiali 2022                                                 | -                                                                   |                                                                     |
| 29-3-2022                                                           | Radès                                                               | Tunisia                                                             | 0 – 0                                                               | Mali                                                                | Qual. Mondiali 2022                                                 | -                                                                   | 34’                                                                 |
| 4-6-2022                                                            | Bamako                                                              | Mali                                                                | 4 – 0                                                               | Rep. del Congo                                                      | Qual. Coppa d'Africa 2023                                           | -                                                                   | 82’                                                                 |
| 9-6-2022                                                            | Kampala                                                             | Sudan del Sud                                                       | 1 – 3                                                               | Mali                                                                | Qual. Coppa d'Africa 2023                                           | -                                                                   | 60’                                                                 |
| 23-9-2022                                                           | Bamako                                                              | Mali                                                                | 1 – 0                                                               | Zambia                                                              | Amichevole                                                          | -                                                                   | 63’                                                                 |
| 24-3-2023                                                           | Bamako                                                              | Mali                                                                | 2 – 0                                                               | Gambia                                                              | Qual. Coppa d'Africa 2023                                           | -                                                                   | 87’                                                                 |
| 18-6-2023                                                           | Brazzaville                                                         | Rep. del Congo                                                      | 0 – 2                                                               | Mali                                                                | Qual. Coppa d'Africa 2023                                           | -                                                                   | 87’                                                                 |
| 20-11-2023                                                          | Bamako                                                              | Mali                                                                | 1 – 1                                                               | Rep. Centrafricana                                                  | Qual. Mondiali 2026                                                 | -                                                                   |                                                                     |
| 6-1-2024                                                            | Bamako                                                              | Mali                                                                | 6 – 2                                                               | Guinea-Bissau                                                       | Amichevole                                                          | -                                                                   | 46’                                                                 |
| 16-1-2024                                                           | Korhogo                                                             | Mali                                                                | 2 – 0                                                               | Sudafrica                                                           | Coppa d'Africa 2023 - 1º turno                                      | -                                                                   | 87’                                                                 |
| 20-1-2024                                                           | Korhogo                                                             | Tunisia                                                             | 1 – 1                                                               | Mali                                                                | Coppa d'Africa 2023 - 1º turno                                      | -                                                                   | 69’                                                                 |
| 30-1-2024                                                           | Korhogo                                                             | Mali                                                                | 2 – 1                                                               | Burkina Faso                                                        | Coppa d'Africa 2023 - Ottavi di finale                              | -                                                                   | 73’                                                                 |
| 3-2-2024                                                            | Bouaké                                                              | Mali                                                                | 1 – 2 dts                                                           | Costa d'Avorio                                                      | Coppa d'Africa 2023 - Quarti di finale                              | -                                                                   | 45+3’ 62’                                                           |
| 22-3-2024                                                           | Marrakech                                                           | Mali                                                                | 2 – 0                                                               | Mauritania                                                          | Amichevole                                                          | -                                                                   |                                                                     |
| 26-3-2024                                                           | Marrakech                                                           | Mali                                                                | 2 – 0                                                               | Nigeria                                                             | Amichevole                                                          | -                                                                   | 83’                                                                 |
| 6-6-2024                                                            | Bamako                                                              | Mali                                                                | 1 – 2                                                               | Ghana                                                               | Qual. Mondiali 2026                                                 | -                                                                   | 56’                                                                 |
| 11-10-2024                                                          | Bamako                                                              | Mali                                                                | 1 – 0                                                               | Guinea-Bissau                                                       | Qual. Coppa d'Africa 2025                                           | -                                                                   | 82’                                                                 |
| 15-10-2024                                                          | Bissau                                                              | Guinea-Bissau                                                       | 0 – 0                                                               | Mali                                                                | Qual. Coppa d'Africa 2025                                           | -                                                                   | 46’                                                                 |
| Totale                                                              |                                                                     | Presenze                                                            | 46                                                                  |                                                                     | Reti                                                                | 2                                                                   |                                                                     |

## Palmarès

### Club

#### Competizioni giovanili
- UEFA Youth League: 1

Salisburgo: 2016-2017

#### Competizioni nazionali
- Campionato austriaco: 2

Salisburgo: 2016-2017, 2017-2018
- Coppa d'Austria: 1

Salisburgo: 2016-2017
- Coppa di Germania: 2

RB Lipsia: 2021-2022, 2022-2023
- Supercoppa di Germania: 1

RB Lipsia: 2023